# Mary Chase Walker

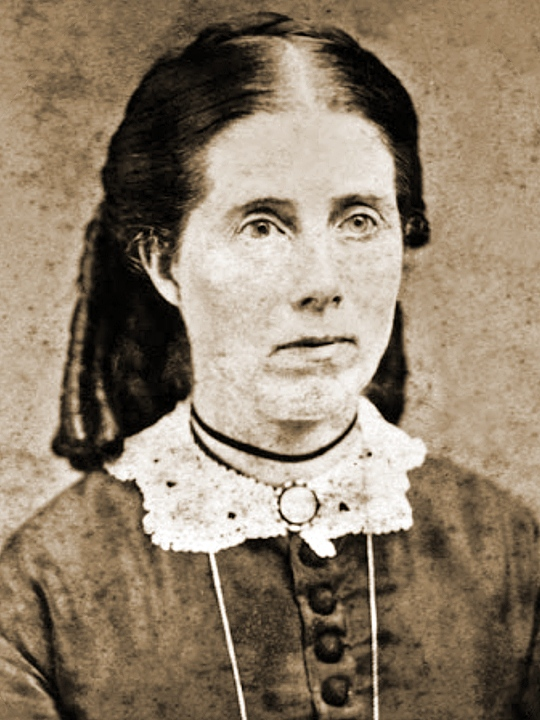
Mary Chase Walker Morse

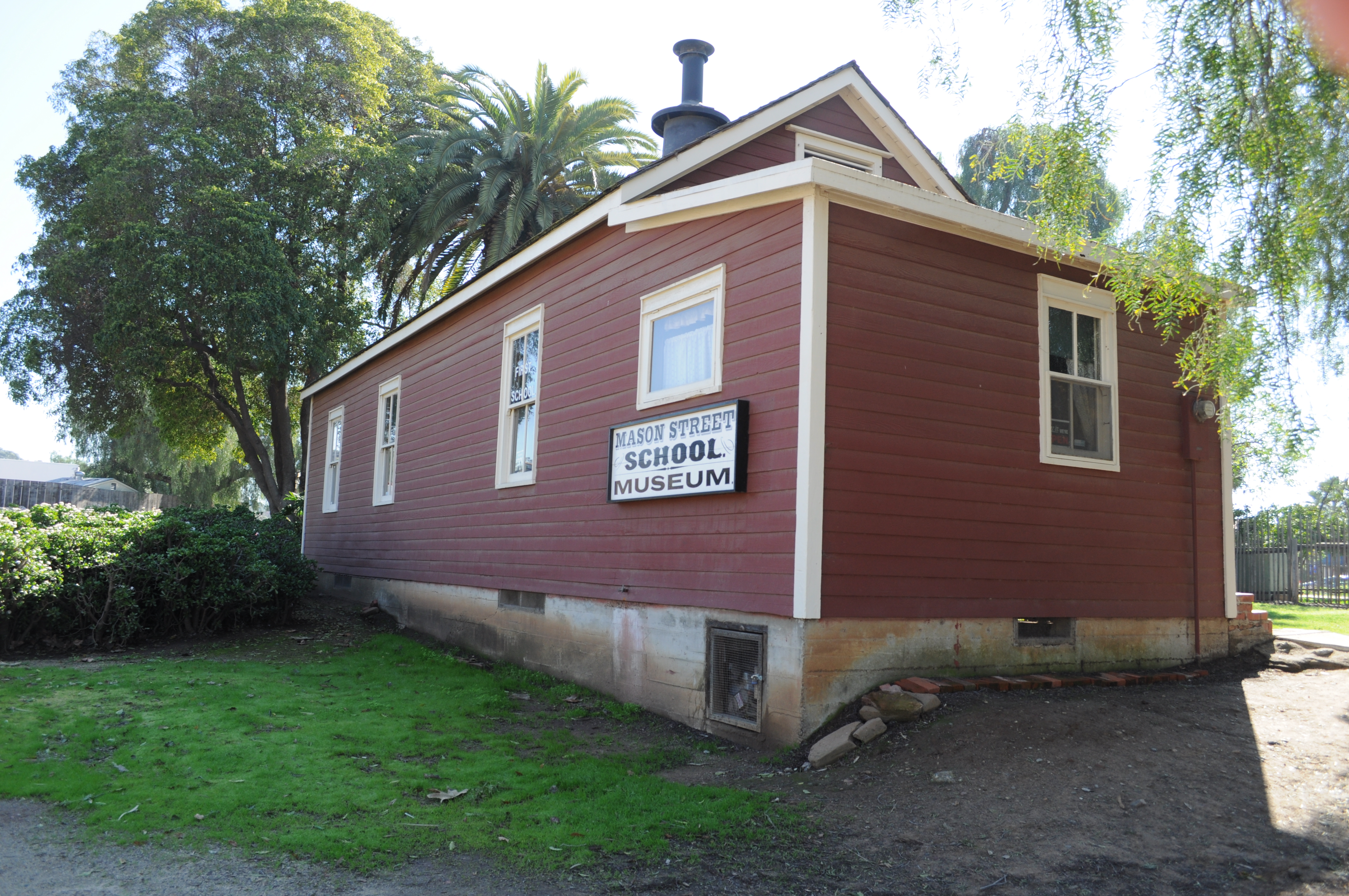
San Diego Mason Street School Museum, erstes öffentliches Schulhaus im San Diego County

Mary Chase Walker (* 1828 in Methuen, Massachusetts; † 17. Mai 1899 in San Diego, Kalifornien) war eine amerikanische Lehrerin und Frauenrechtlerin. Sie wurde 1865 die erste Schullehrerin an der ersten öffentlichen Schule, die in San Diego County, Kalifornien, gebaut wurde.

## Leben und Werk
Walker unterrichtete bereits im Alter von 15 Jahren als Lehrerin an einer Schule in Groton in New Hampshire. Ihr Anfangsgehalt betrug 4 Dollar und erhöhte sich auf 400 US-Dollar, nachdem sie 1861 die State Normal School (jetzt Framingham State University) in Framingham, Massachusetts, absolviert hatte. Aufgrund des Ausbruchs des amerikanischen Bürgerkriegs wurde ihr Gehalt bald halbiert.
1865 verließ Walker New York City mit einem Dampfer, um nach San Francisco zu reisen. Sie zahlte 375 Dollar für die Fahrt, die über Panama an die Westküste verlief. In San Francisco stellte sie fest, dass sich dort bereits 60 weitere Personen um Lehrstellen bewarben, weshalb sie für eine freie Lehrerstelle nach San Diego fuhr. Hier wurde sie die erste Lehrerin der neu gebauten Mason Street School und erhielt 65 Dollar Monatsgehalt. Das Schulhaus in der Mason Street war die erste öffentliche Schule, die in San Diego County gebaut wurde, und Walker unterrichtete 35 Schüler im Alter von 4 bis 17 Jahren in einem einzigen Klassenzimmer.

## Walker-Vorfall
Nach elf Monaten Unterrichtszeit war sie in eine Kontroverse verwickelt, die als Walker-Vorfall bekannt wurde. Walker traf eine dunkelhäutige Stewardess, die ihr bei ihrer Reise nach San Francisco geholfen hatte, als sie seekrank wurde, und lud sie zum Mittagessen in ein Hotel ein. Dies führte dazu, dass einige Gäste das Haus verließen. Viele Eltern ihrer Schüler hielten ihre Handlungen für unangemessen und boykottierten die Schule. Auf dem Höhepunkt der Kontroverse verlobte sich Walker mit dem leitenden Treuhänder der Schule Ephraim Weed Morse und legte ihre Tätigkeit 1866  nieder.
Nach dem Ausscheiden aus dem Lehramt an öffentlichen Schulen setzte sie sich für die Suffragettenbewegung ein und half verarmten Menschen. Sie schrieb Artikel für Zeitungen und wurde Privatlehrerin für Rufina Porter, die Tochter von Rufus Porter, einem Pionier im Spring Valley (Kalifornien).
Ein Jahr vor ihrem Tod veröffentlichte sie 1898 ein Papier mit dem Titel Recollections of Early Times in San Diego.
Am 20. Dezember 1866 heiratete sie Morse. Sie starb 1899 in San Diego und wurde auf dem Mount Hope Cemetery in San Diego beigesetzt.

## Ehrungen
Am 16. Oktober 1972 wurde ihr zu Ehren die Mary Chase Walker Elementary School am Hillery Drive im Stadtteil Mira Mesa in San Diego eröffnet.